# Canon EOS DCS 3
DCS 5 D2000
Le Canon EOS DCS 3 est le premier boîtier numérique professionnel commercialisé en juillet 1995 par Canon Corporation en collaboration avec Kodak, après le prototype Canon EOS DCS 5 dévoilé en avril 1995.
Il est construit sur la base du boîtier argentique Canon EOS-1N en monture Canon EF avec un dos numérique (en) mis au point par Kodak, le Kodak NC2000e. L'ensemble est aussi commercialisé par Kodak sous le nom de Kodak EOS DCS 3.
Canon a vendu environ 1000 ensembles Canon EOS DCS 3 et Canon EOS DCS 1. Le modèle Canon EOS DCS 3 était vendu au prix de 1 980 000 yens.
Le Canon EOS DCS 3 a été remplacé en décembre 1995 par le Canon EOS DCS 1.

## Conception
Le principe du Canon EOS DCS 3 est repris du prototype Canon EOS DCS 5. Il s'agit d'un boîtier de Canon EOS-1N modifié pour pouvoir recevoir à la place du film argentique et du dos presseur un dos numérique Kodak NC2000e. Ce dos numérique comporte un capteur photographique CCD (couleurs RVB sur 36 bits, 12 par couleur) de 1,3 million de pixels (1268 × 1012 photosites) de 16,4 × 20,5 mm.
Les informations des photosites sont enregistrées dans un format TIFF propriétaire Kodak dans une mémoire tampon RAM de 16 Mo qui permettait le déclenchement en rafale de 12 images à la cadence de 2,7 images par seconde. Les images sont transférées via une interface PCMCIA sur un microdrive (189 photographies sur un microdrive de 260 Mo) ou via un port SCSI directement à un ordinateur qui avec un logiciel propriétaire peut transformer les fichiers TIFF en fichier JPEG.
Le boîtier Canon est équipé de la monture Canon EF qui permet l'utilisation de tous les objectifs professionnels de la gamme d'alors. Compte tenu de la taille du capteur (rapport de 1,5/1,75 par rapport au format 24 × 36) la zone de formation de l'image n'utilise que la zone centrale de la capacité des objectifs EF éliminant ainsi toutes les distorsions dans les angles de l'image.
L'ensemble ne comporte pas d'écran à cristaux liquides permettant une visualisation des images enregistrées. Deux écrans, un sur le dos, un sur le boîtier, réduits au minimum juste pour donner les informations utiles aux contrôle des réglages et aux indications de maintenance. Cette batterie NiMH n'est pas amovible et se recharge par un connecteur Mini DIN. La charge complète permet environ 500 déclenchements (environ une heure de recharge).

## Caractéristiques
Cet ensemble appartient à la gamme Canon EOS (Electro Optical System) pour le boîtier  et le dos à celle de Kodak DCS (Digital Camera System). C'est un appareil photographique reflex numérique mono-objectif à monture Canon EF comportant les caractéristiques suivantes :
- capteur CCD 16,4 × 20,5 mm, 1,3 mégapixel, 1 268 × 1 012 photosites, format 5:4, RVB 36 bits
- obturateur métallique à plan focal à déplacement vertical
- viseur pentaprisme, couverture 100 %, agrandissement 0,72, verre de visée interchangeable, miroir à relevage amorti
- mesure TTL à pleine ouverture sur 16 zones de mesure, mesure évaluative (pondérée au point AF 23,1 %, centre 9 %, spot 5,9 %)
- sensibilité 200 à 1600 ISO
- vitesses électroniques 30 s - 1/8000 s, pose B, synchronisation flash X au 1/250 s
- mode d'exposition : programmée, automatique, manuel, priorité vitesse, priorité diaphragme
- système autofocus à détection de phase TTL, AF à 5 points, modes : AF One-Shot, AI Servo AF prédicatif
- dimensions 162 × 89 × 212 mm
- poids 1800 g (avec batterie)

### Modèles
Hormis la version standard couleur, le Canon EOS DCS 3c, il existe deux autres versions :
- monochrome noir et blanc : Canon EOS DCS 3m
- monochrome infrarouge : Canon EOS DCS 3ir

Pour ces deux derniers modèles, du fait de la taille plus importante des photosites, la sensibilité passe à 400-6400 ISO.